# Rue Saint-Pierre-aux-Bœufs
La rue Saint-Pierre-aux-Bœufs est une ancienne rue de Paris, connue depuis le XIIIe siècle et disparue en 1837. 

## Situation
Cette rue était située dans l'ancien 9e arrondissement (actuel 4e arrondissement), dans le quartier de la Cité et commençait rue des Marmousets-en-la-Cité et finissait rue Saint-Christophe et rue du Cloître-Notre-Dame.
Les numéros de la rue étaient noirs. Le dernier numéro impair était le no 9 et le dernier numéro pair était le no 12.

## Origine du nom
La rue tient son nom de l'église Saint-Pierre-aux-Bœufs située le long de celle-ci.

## Historique
Cette rue, connue dès 1206, est citée dans Le Dit des rues de Paris de Guillot de Paris sous la forme « rue Saint-Père a Beus ».
En 1313, on l'écrivait « rue Saint-Pere-aux-Boeufs ». Elle s'est également appelée « rue de la Couronne ». Au XIVe siècle, la totalité de la rue appartenait au chapitre de Notre-Dame. Au Moyen-Âge, la prison du chapitre de Notre-Dame y était implantée.

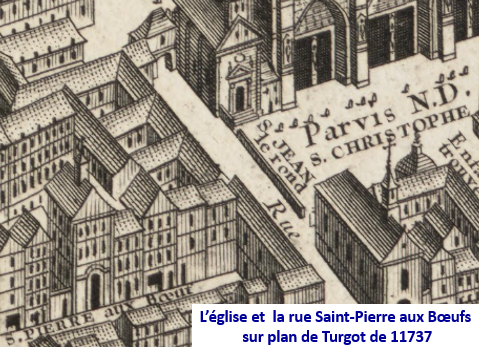
La rue Saint-Pierre-aux-Boeufs en 1737 sur plan de Turgot.

Elle est citée sous le nom de « rue Saint Pierre aux boeufz », dans un manuscrit de 1636.
En 1702, la rue, qui fait partie du quartier de la Cité et de la petite paroisse de Saint-Pierre-aux-Boeufs, possède 25 maisons et 4 lanternes.
Le 4 mars 1834, une ordonnance royale fixe l'alignement des rues du Chevet-Saint-Landry et Saint-Pierre-aux-Bœufs, afin qu'elles forment un axe unique entre le pont d'Arcole, ouvert à la circulation en 1828, et le parvis Notre-Dame. Les deux rues sont réunies pour former la rue d'Arcole le 13 février 1837. Les deux anciennes rues médiévales sont remplacées par une voie droite de 12 m de large bordée d'immeubles modernes.
Dans la seconde partie des années 1860, les immeubles de la partie sud de la rue d'Arcole, correspondant à l'ancienne rue Saint-Pierre-aux-Bœufs, sont détruits en vertu d'un décret du 22 mai 1865 afin de construire le nouvel Hôtel-Dieu,. La partie sud-est de l'hôpital occupe l'emplacement de l'ancienne rue.

## Bâtiments remarquables et lieux de mémoire
- No 7 : église Saint-Pierre-aux-Bœufs[10], dont le portail, qui donnait sur la rue, a été remonté sur la façade occidentale de l'église Saint-Séverin[2].
- Prison du chapitre de Notre-Dame[2].